# Кроуфорд, Клейн
Клейн Кро́уфорд (англ. Clayne Crawford, род. 20 апреля 1978 года, Клей) — американский актёр, режиссёр, сценарист, продюсер.

## Биография
Кроуфорд родился в городе Клей, штат Алабама.
Он снялся в фильмах «Спеши любить» (2002), «Фанатка» (2002), «Любовная лихорадка» (2004), «Великий рейд» (2005) и «Бэйтаун вне закона» (2012). У него была второстепенная роль Митчелла «Митча» Кэфферти в телесериале «Иерихон» (2006—2007) и появился в двух сериях телесериала «Воздействие» (2009—2012). В 2008 году Кроуфорд снялся в одном эпизоде телесериала «Жизнь как приговор», в 2010 году исполнил главную роль в видеофильме «Козырные тузы 2: Бал смерти», приквеле «Козырных тузов». У него были второстепенные роли в восьмом сезоне культового телесериала «24 часа» (2010) и первом сезоне «Болот» (2010—2011).
В 2013—2015 годах Кроуфорд играл одну из главных ролей в телесериале «Исправлять ошибки», а в 2016—2018 годах играл роль Мартина Риггса в телесериале «Смертельное оружие», основанного на одноимённой серии фильмов.

## Избранная фильмография
| Год       |   | Русское название            | Оригинальное название            | Роль                    |
| --------- | - | --------------------------- | -------------------------------- | ----------------------- |
| 2002      | ф | Спеши любить                | A Walk to Remember               | Дин                     |
| 2002      | ф | Фанатка                     | Swimf@n                          | Джош                    |
| 2004      | ф | Любовная лихорадка          | A Love Song for Bobby Long       | Ли                      |
| 2005      | ф | Великий рейд                | The Great Raid                   | капрал Олридж           |
| 2006—2007 | с | Иерихон                     | Jericho                          | Митчелл «Митч» Кэфферти |
| 2008      | с | Жизнь как приговор          | Life                             | Эвал                    |
| 2009      | с | Мыслить как преступник      | Criminal minds                   | К. Винсент              |
| 2009—2012 | с | Воздействие                 | Leverage                         | мистер Куинн            |
| 2010      | ф | Козырные тузы 2: Бал смерти | Smokin' Aces 2: Assassins' Ball  | агент Бейкер            |
| 2012      | ф | Бэйтаун вне закона          | The Baytown Outlaws              | Брик Уди                |
| 2013—2015 | с | Исправлять ошибки           | Rectify                          | Тед Талбот              |
| 2013—2015 | с | Грейсленд                   | Graceland                        | Донни                   |
| 2016—2018 | с | Смертельное оружие          | Lethal Weapon                    | Мартин Риггс            |
| 2016      | ф | Спектральный анализ         | Spectral                         | сержант Толл            |
| 2016      | ф | Путь воина                  | Warrior Road                     | Чарли                   |
| 2017      | ф | Конвергенция                | Convergence                      | Бен                     |
| 2021      | ф | Убийство двух любовников    | The Killing of Two Lovers        | Дэвид                   |
| 2022      | ф | Смертельная охота           | The Integrity of Joseph Chambers | Джо                     |
| 2023      | ф | Нация воров                 | The Channel                      | Джейми                  |
| 2023      | ф | Ты и я                      | You & I                          | Джозеф                  |
| 2023      | ф | Крупный улов                | Finestkind                       | Пит Уикс                |

## Личная жизнь
Кроуфорд женат на Саншайн Кики Браун. У супругов есть два сына. Кроуфорд также является отчимом дочери Браун от предыдущего брака.